# جوسيب هاغت
جوسيب هاغت هو سياسي إسباني، ولد في 8 مارس 1951 في مانريسا في إسبانيا. نشط حزبياً في اليسار الجمهوري لكتالونيا (1989 – 1989). وقد انتخب Regional Minister of the Government of Catalonia ‏ وانتخب عضو البرلمان الكاتالوني ‏.